# Boudewijn VII van Vlaanderen
Boudewijn VII bijgenaamd Hapkin ofwel met de Bijl (?, 1093 – Roeselare, 17 juni 1119) was graaf van Vlaanderen van 1111 tot aan zijn dood.
Hij was de oudste zoon van Clementia van Bourgondië en haar eerste echtgenoot Robrecht II van Jeruzalem. In die hoedanigheid volgde hij, nauwelijks achttien jaar, zijn vader op in 1111. Hij was zelfs nog niet tot ridder geslagen. Zijn vader was gestorven tijdens een expeditie van koning Lodewijk VI van Frankrijk, die hij als vazal vergezelde. De Franse koning Lodewijk VI zorgde voor een snelle opvolging, sloeg hem tot ridder en benoemde hem als graaf. Hij vreesde immers voor eventuele aanspraken van Boudewijn III van Henegouwen, kleinzoon van Arnulf III van Vlaanderen, die het graafschap Vlaanderen ontnomen was door zijn grootvader Robrecht de Fries. De Franse koning verzekerde zich hierdoor van de loyale steun van het graafschap Vlaanderen in zijn strijd tegen de Engelse koning Hendrik I. Hendrik was een zoon van Mathilde van Vlaanderen en Willem de Veroveraar (Mathilde is de zuster van graaf Robrecht I de Fries).
Aanvankelijk deelde hij het bestuur met zijn moeder Clementia van Bourgondië. Maar reeds in 1113 kwam hij in conflict met haar. Het ging om haar weduwengoed, haar toegezegd door Robrecht de Fries bij haar huwelijk met Robrecht II. Het ging om een omvangrijk gebied, misschien wel een derde van het graafschap Vlaanderen. Boudewijn VII aanzag dit terecht als een ernstige aantasting van zijn gezag en zijn financiële middelen. Zij dreigde, met behulp van bisschop Lambert van Atrecht, de zaak aan te spannen voor de Vlaamse edellieden in de Vlaamse curia of zelfs voor de Franse koning, als opperrechter. Later is echter alles in der minne geregeld met de graaf als hoeder van de gronden van zijn moeder.
Hij werd bijgestaan als raadgever door zijn neef Karel van Denemarken, zoon van de vermoorde koning Knoet IV van Denemarken en Adela van Vlaanderen, en opgevoed aan het grafelijke hof. Hij zou zelfs de graaf vervangen, toen Boudewijn VII in 1117 en 1118 deelnam aan de oorlog samen met Lodewijk VI en Fulco V van Anjou om voor Willem Clito het hertogdom Normandië van Hendrik I van Engeland te heroveren. Boudewijn werd gewond en overleed een jaar later aan diezelfde verwondingen. Ook tijdens de laatste maanden van de doodzieke graaf in 1119 stond Karel zijn neef bij.
In het spoor van zijn voorgangers, Robrecht I en Robrecht II, gaf hij bij de opkomst van de steden en de handel blijk van grote gestrengheid inzake de godsvrede, die hij herhaaldelijk hernieuwde, o.a. in 1114 te Sint-Omaars. Hij deed grote inspanningen om recht en orde te doen zegevieren. Zelfs als jeugdige graaf viel er met hem niet te spotten. Amper twee maanden na zijn aanstelling, liet hij, naar men verhaalt, een roofridder levend koken op de markt van Brugge. Hij werd gevreesd voor zijn strenge optreden tegen boeven, roofridders en rebellerende edelen. Dit waren voornamelijk de Zuid-Vlaamse leengraven Walter II van Hasdin en Hugo II van Saint-Pol, die zich poogden aan het grafelijke gezag te onttrekken. Beiden moesten inbinden en het kwam tot een vredesakkoord. De steun die hij in ruil van de steden genoot, diende hem in zijn strijd tegen de adel. Boudewijns bijnamen herinneren aan zijn krachtdadig optreden tegen de verstoorders van de landvrede.
Hij was in 1110 gehuwd met Havoise van Bretagne, dochter van hertog Alan IV. Maar het huwelijk werd niet lang daarna door paus Paschalis II ontbonden. De internationale situatie was veranderd. Bretagne had de zijde gekozen van de Engelse koning, terwijl Vlaanderen aan de zijde van de Franse koning stond. Toen zijn vader Robrecht II sneuvelde in 1111, bestond de kans dat Boudewijn in het kamp van zijn schoonvader zou terechtkomen. Dit zal wel de doorslag gegeven hebben, maar de officiële reden was een te nauwe bloedverwantschap.

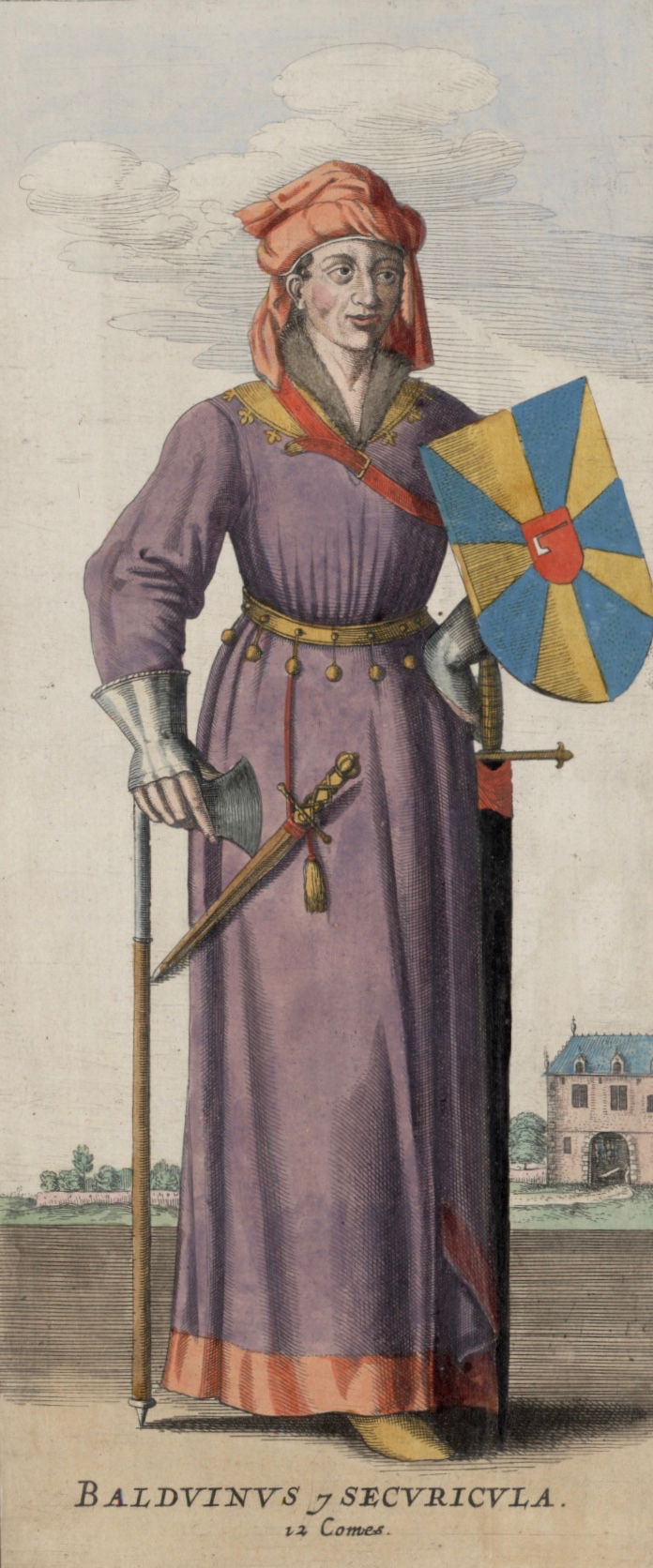
Graaf Boudewijn VII, wiens Latijnse benaming luidde Balduinus Securicula, Boudewijn met de Bijl (afbeelding uit Flandria illustrata, 1641)

Boudewijn overleed kinderloos, zodat het Vlaamse gravenhuis der Boudewijnen in rechtstreekse mannelijke lijn uitstierf. Kort vóór zijn dood wees hij zijn neef prins Karel van Denemarken aan als zijn troonopvolger. Hij deed de edelen van Vlaanderen en zijn moeder Clementia de eed van trouw zweren op zijn troonopvolger. Kort voor zijn dood werd hij nog monnik. Hij overleed op terugreis naar het Kasteel van Wijnendale. Hij werd op 19 juni begraven in de Sint-Bertijnsabdij in Sint-Omaars, in het bijzijn van Karel van Denemarken en veel buitenlandse edellieden.
Zijn opvolger zou de legendarische graaf Karel van Denemarken, beter bekend als Karel de Goede, worden.

## Voorouders
| Boudewijn VII van Vlaanderen (1093-1119) | Vader: Robrecht II van Jeruzalem (1065-1111) | Grootvader: Robrecht I de Fries (1029/1032-1093)   | Overgrootvader: Boudewijn V van Vlaanderen (1013-1067) |
| Boudewijn VII van Vlaanderen (1093-1119) | Vader: Robrecht II van Jeruzalem (1065-1111) | Grootvader: Robrecht I de Fries (1029/1032-1093)   | Overgrootmoeder: Adela van Mesen (1009-1079)           |
| Boudewijn VII van Vlaanderen (1093-1119) | Vader: Robrecht II van Jeruzalem (1065-1111) | Grootmoeder: Geertruida van Saksen (1033-1113)     | Overgrootvader: Bernhard II van Saksen (990-1059)      |
| Boudewijn VII van Vlaanderen (1093-1119) | Vader: Robrecht II van Jeruzalem (1065-1111) | Grootmoeder: Geertruida van Saksen (1033-1113)     | Overgrootmoeder: Eilika van Schweinfurt (1005-1059)    |
| Boudewijn VII van Vlaanderen (1093-1119) | Moeder: Clementia van Bourgondië (1070-1129) | Grootvader: Willem I van Bourgondië (1020-1087)    | Overgrootvader: Reinoud I van Bourgondië (986-1057)    |
| Boudewijn VII van Vlaanderen (1093-1119) | Moeder: Clementia van Bourgondië (1070-1129) | Grootvader: Willem I van Bourgondië (1020-1087)    | Overgrootmoeder: Adelheid van Normandië (1005-1038)    |
| Boudewijn VII van Vlaanderen (1093-1119) | Moeder: Clementia van Bourgondië (1070-1129) | Grootmoeder: Stephania van Longwy-Metz (1035-1088) | Overgrootvader: ?                                      |
| Boudewijn VII van Vlaanderen (1093-1119) | Moeder: Clementia van Bourgondië (1070-1129) | Grootmoeder: Stephania van Longwy-Metz (1035-1088) | Overgrootmoeder: ?                                     |